# Початок шляху
«Початок шляху» — радянський художній фільм 1982 року, знятий режисером Ліаною Еліавою на кіностудії «Грузія-фільм».

## Сюжет
Молода жінка-кінорежисер Ніно знімає свій перший фільм, він буде про Тушетію. Проте все складається у Ніно непросто: смерть матері, серйозне любовне розчарування, звичайні життєві негаразди. Інтерес і опора — лише у творчості. Фільм дубльований на кіностудії «Мосфільм».

## У ролях
- Марина Джанашія — Ніно (дубляж: Ольга Гобзєва)
- Тенгіз Арчвадзе — Важа (дубляж: Артем Карапетян)
- Леван Еріставі — Кока (дубляж: Лев Пригунов)
- Гуранда Габунія — Медея (дубляж: Лариса Даниліна)
- Тамара Схіртладзе — Віра (дубляж: Ніна Меньшикова)
- Реваз Мірзашвілі — Ніко (дубляж: Григорій Михайлов)
- Нугзар Лорія — Гурам (дубляж: Олексій Золотницький)
- Анзор Лолуа — Гігі (дубляж: Борис Руднєв)
- Натела Сабашвілі — Олена (дубляж: Тамара Логінова)
- Мака Махарадзе — Ламара (дубляж: Світлана Старикова)
- Дареджан Харшиладзе — Кетіно (дубляж: Ірина Губанова)
- Ія Парулава — Мзія (дубляж: Тетяна Решетникова)
- Йосип Башинурідзе — Гогіа (дубляж: Валерій Рижаков)
- Гурам Мгеладзе — Нугзар (дубляж: Володимир Носик)
- Теймураз Азікурі — роль другого плану
- Наврік Амоян — роль другого плану
- Зейнаб Боцвадзе — роль другого плану
- Нелі Долідзе — роль другого плану
- Отар Єгадзе — роль другого плану
- Деві Іванов-Чіковані — роль другого плану
- Нана Кіпіані — роль другого плану
- Гіа Короглішвілі — роль другого плану
- Нана Мчедлідзе — роль другого плану
- Гурам Петріашвілі — роль другого плану
- Іване Сакварелідзе — роль другого плану
- Георгій Толордава — роль другого плану
- Берта Хапава — роль другого плану
- Гіві Хахідзе — роль другого плану
- Йосеб Хведелідзе — роль другого плану
- Резо Есадзе — роль другого плану
- Н. Гегенава — епізод
- С. Кікадзе — епізод

## Знімальна група
- Режисер — Ліана Еліава
- Сценарист — Ліана Еліава
- Оператор — Георгій Герсамія
- Композитор — Яків Бобохідзе
- Художники — Реваз Мірзашвілі, Тенгіз Мірзашвілі